# هربرت باين
هربرت باين (بالإنجليزية: Herbert Payne)‏ هو سياسي أسترالي، ولد في 17 أغسطس 1866 في هوبارت في أستراليا، وتوفي في 26 فبراير 1944 في أستراليا. حزبياً، نشط في Nationalist Party (Australia) ‏. وقد انتخب عضو مجلس نواب تسمانيا عن دائرة Division of Braddon (state) ‏ (30 أبريل 1909 – 28 يناير 1920) وانتخب عضو مجلس نواب تسمانيا عن دائرة Electoral district of Burnie ‏ (2 أبريل 1903 – 30 أبريل 1909) وانتخب عضو مجلس الشيوخ الأسترالي ‏ عن دائرة Tasmania ‏ (1 يوليو 1920 – 30 يونيو 1938).